# Idiops kentanicus
Idiops kentanicus là một loài nhện trong họ Idiopidae.
Loài này thuộc chi Idiops. Idiops kentanicus được William Frederick Purcell miêu tả năm 1903.